# Tissaf
Tissaf (àrab: تيساف, Tīssāf; amazic estàndard marroquí: ⵜⵉⵙⵙⴰⴼ, Tissaf) és una comuna rural de la província de Boulemane, a la regió de Fes-Meknès, al Marroc. Segons el cens de 2014 tenia una població total de 10.191 persones.